# جورجيوس باكوس
جورجيوس باكوس (باليونانية: Γεώργιος Μπάκος)‏ هو عسكري وضابط يوناني، ولد في 1892 في Mani Peninsula ‏ في اليونان، وتوفي في 1945.